# Групова робототехніка

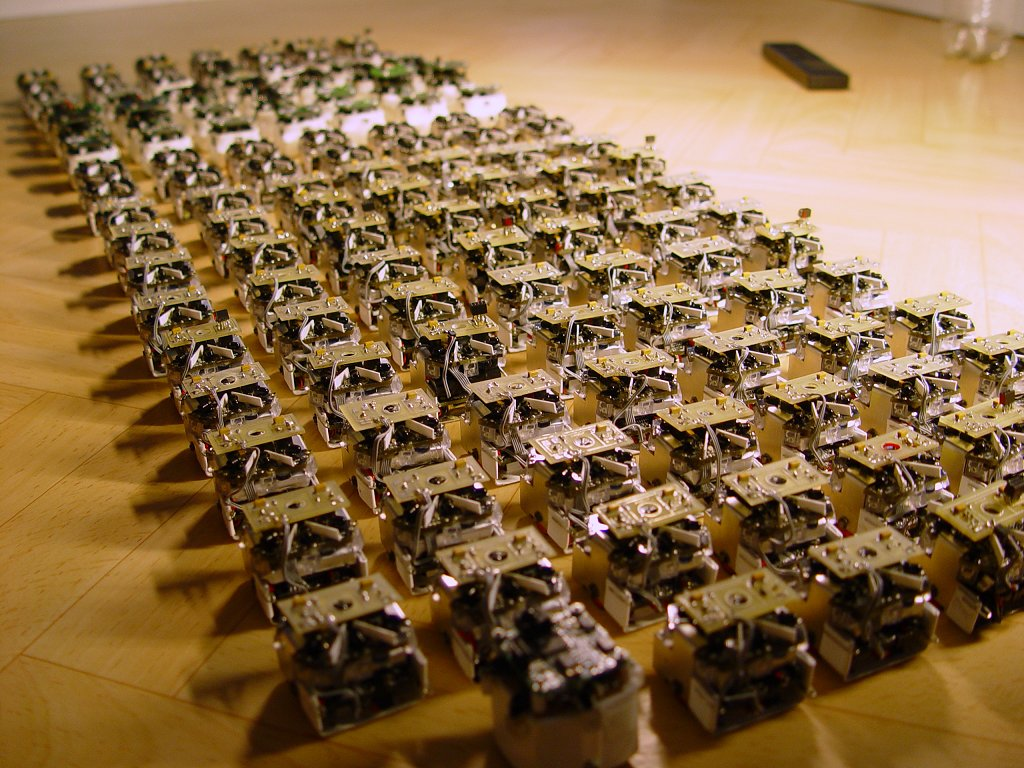
Велика кількість роботів виконує одне завдання.

Групова́ робототе́хніка — порівняно нова область робототехніки, заснована на ідеї одночасного контролю дуже великої кількості роботів з метою виконання завдань, які індивідуальні машини не можуть виконати поодинці. Це досягається за допомогою комбінації мініатюризації комп'ютерів та опорно-рухових систем, ультра-легких матеріалів, компактних датчиків і бездротових технологій.
Передбачається, що бажана колективна поведінка виникає із взаємодії роботів між собою, а також їх взаємодії з навколишнім середовищем. Такий підхід відноситься до наукового напрямку по штучному колективному інтелекту, що виник при проведенні біологічних досліджень комах, зокрема, мурах, бджіл, а також при дослідженні в інших областях природи, де має місце ройова поведінка.

## Історія
Ранні покоління цих роботів були порівняно великими і громіздкими, ще не мали необхідної обчислювальної потужності, щоб брати участь в яких-небудь складних операціях. Хоча вони здатні літати, вони були в основному експериментальними, розміром з птаха, спиралися на важкі компоненти з акумуляторами, які швидко розряджались. Технології значно покращилися в кінці 2000-х років, впритул підійшовши до нової ери дронів-шпигунів розміром з комаху.
Вони можуть імітувати структуру тіла, рух і поведінку реальних комах. Рій таких дронів може утворювати рознесену у просторі антенну решітку для ведення радіотехнічної розвідки або протяжний у просторі постановник завад.
Протягом наступних двох десятиліть подальші поліпшення в цій галузі та віддаленого управління дозволять машинам працювати в більш великих і продуктивних мережах, і в той же час, електронні компоненти за десятиліття зменшаться в розмірі на два порядки.

## Мережа для «рою»
На відміну від просто розподілених робототехнічних систем, групова робототехніка підкреслює велику кількість роботів, а також припускає масштабованість, наприклад, з використанням тільки локального зв'язку. Цей локальний зв'язок може бути виконаний, наприклад, на базі бездротових систем передачі даних в радіочастотному або інфрачервоному діапазонах.

## Від централізованого інтелекту до ройового
Основа програмного коду майбутнього, тобто дифузний прикладний код, базується на трьох основних принципах:
- Взаємодії між кодами двох об'єктів стає слабкішим, якщо кількість об'єктів збільшується. Тому несинхронізовані взаємодії — це майбутнє програм, заснованих на колективному інтелекті, і працюють вони паралельно один з одним.
- Поняття мікро-компонентів тісно пов'язане з поширенням коду, яке контролюється на макроскопічному рівні.
- Алгоритми необхідно адаптувати до певних проблем, тобто вони повинні знайти способи, щоб вирішувати проблеми самостійно. Майбутні програми будуть розвиватися відповідно до завдань, які вони здійснюють у рамках свого середовища. Концепція використовує мутацію додатків[3].